# Джин
Вижте пояснителната страница за други значения на Джин.
Джинът е високоалкохолна напитка. Алкохолното съдържание е около 40°. Има естествен и изкуствен джин. Естественият се произвежда от дестилат на ферментирали зърнени храни. Ароматът на хвойна се придобива от добавените смлени хвойнови плодове. Първоначално започва да се произвежда в Нидерландия през XVII век. Неговото създаване често се приписва на лекаря Франциск Силвий. На холандски хвойната се нарича „genever“, откъдето идва и названието на напитката.
В град Хаселт (Белгия) е разположен Националният музей на джина. Джинът води началото си от Холандия. Думата „джин“ произлиза от jenever на холандски, genièvre на френски, и ginepro на италиански, което означава „хвойна“. Макар да се смята, че напитката е създадена в Холандия около 1650 г. от професора по медицина д-р Силвий, официално нищо не е потвърдено, като се има предвид, че най-ранната печатна рецепта, включваща предшественика на джина, се появява още през XVI век. Тръгнал от Холандия, джинът става популярен сред бедните жители на Лондон поради силния алкохолен ефект, а достъпните цени го правят популярен и в колониите на Британската империя. Mарки джин, заслужаващи специално внимание:
- Monkey 47 – германски джин от планината Шварцвалд, включващ в рецептата си 47 растителни съставки.
- Tanqueray No. Ten – британски джин, водещ началото си от 1830 година, когато създателят му Чарсл Танкерей (Charles Tanqueray) използва специална рецепта, която се ползва и до днес.
- Hendrick’s Midsummer Solstice – шотландски джин, произвеждан от Hendrick’s в лимитирани серии, с рецепта от 10 съставки, включително инфузия на розови листа и краставица, които му придават специфичен вкус.
- Roku Gin – японски джин, включващ в рецептата си черешов цвят, черешово листо, зелен чай, рафиниран зелен чай, пипер саншо и кора от юзу, всичките от Япония.

## С какво се смесва джинът
- Вермут – в сухия коктейл Мартини
- Тоник – в джин-тоник
- газирана вода – в коктейла Gin Rickey
- Сок от Праскова
- Лимонов сок
- Сок от лайм
- Сок от Грейпфрут
- Сок от зелена ябълка

## Коктейли с джин
- Мартини
- Tin Roof
- Tom Collins
- Maiden’s Prayer
- Greyhound
- Salty Dog
- Singapore Sling
- Gimlet
- Джин тоник
- Pimm’s N°1.
- Todd’s Frog
- Apoica
- Gin fizz